# (33531) 1999 HG2
1999 HG2 (asteroide 33531) é um asteroide da cintura principal. Possui uma excentricidade de 0.14602980 e uma inclinação de 3.19452º.
Este asteroide foi descoberto no dia 20 de abril de 1999 por Korado Korlević e Mario Juric em Visnjan.